# Daniela Augenstein
Daniela Augenstein (* 8. November 1978 in Karlsruhe) ist eine deutsche Beraterin und ehemalige politische Beamtin. Sie war von 2014 bis 2016 die Sprecherin des Berliner Senats im Amt einer Staatssekretärin.

## Leben

### Ausbildung
Augenstein erlangte das Abitur 1998 am Bismarck-Gymnasium Karlsruhe, wo sie von 1997 bis 1998 Oberstufensprecherin war. Sie studierte von 1999 bis 2002 Politikwissenschaften und im Nebenfach Kommunikationswissenschaften sowie Volkswirtschaftslehre an der Universität Augsburg und von 2002 bis 2005 Politikwissenschaften und im Nebenfach Volkswirtschaftslehre an der Universität Potsdam und Kommunikationswissenschaften an der Freien Universität Berlin. Im Jahr 2002 war sie Pressesprecherin des studentischen Projektes Politikfabrik.

### Berufsweg und Wirken
Daniela Augenstein arbeitete von 2002 bis 2006 in der Pressestelle des Parteivorstandes der SPD. Anschließend war sie von 2007 bis 2008 Pressesprecherin des Juso-Bundesverbandes und von 2008 bis 2009 Pressereferentin beim SPD-Parteivorstand. Von 2009 bis 2011 war sie die Pressesprecherin der Berliner SPD. 
Im Jahr 2012 wechselte sie als Pressereferentin zur Senatsverwaltung für Stadtentwicklung und Umwelt, welche damals von Senator Michael Müller geleitet wurde.
Nachdem Müller zum Regierenden Bürgermeister gewählt worden war, wurde Augenstein am 12. Dezember 2014 im statusrechtlichen Amt einer Staatssekretärin in der Berliner Senatskanzlei Sprecherin des Berliner Senats und zugleich Leiterin des Presse- und Informationsamts.
Am 20. September 2016 versetzte sie der Senat in den einstweiligen Ruhestand. Nachdem festgestellt wurde, dass die versorgungsrechtliche Wartezeit dafür nicht erfüllt war, trat an Stelle dieser Verfügung die Entlassung aus dem Amt als Staatssekretärin. Claudia Sünder wurde ihre Nachfolgerin.
Im Jahr 2023 wurde Augenstein Senior Consultant bei der Agentur Beratung 42.0.